# Паланка (Томашпольский район)
Пала́нка (укр. Паланка) — село на Украине, находится в Томашпольском районе Винницкой области.
Код КОАТУУ — 0523983801. Население по переписи 2001 года составляет 517 человек. Почтовый индекс — 24222. Телефонный код — 4348.
Занимает площадь 1,848 км².

## Религия
В селе действует Свято-Николаевский храм Томашпольского благочиния Могилёв-Подольской епархии Украинской православной церкви.

## Известные уроженцы
- Дребот, Иван Захарович — Герой Советского Союза.

## Адрес местного совета
24222, Винницкая область, Томашпольский р-н, с. Паланка, ул. Чкалова, 2